# 유기상 (농구 선수)
유기상(2001년 4월 17일 ~ )은 대한민국의 농구 선수이다. 한국프로농구(KBL) 창원 LG 세이커스 소속으로 포지션은 슈팅 가드이다.

## 경력
2023년 9월에 열린  KBL 국내신입선수 선발회에서 1라운드 전체 3순위로 창원 LG 세이커스에 지명되었다. 2023-24 시즌 신인왕을 수상하였다.

## 수상
- KBL 신인왕 (2024)

## 사생활
그의 아버지 유영동은 NH농협은행 소프트테니스팀 감독이며, 2022 항저우 아시안 게임 국가대표팀 감독을 하였다. 그의 어머니 박영아 역시 소프트테니스 선수 출신이다.